# Одрі Тоту
Одрі́ Тоту́ (фр. Audrey Tautou, фр.: [odʁɛ ʒystin totu] ( прослухати), 9 серпня 1976, Бомон) — французька акторка кіно, модель. Здобула міжнародне визнання за головну роль у фільмі 2001 року Дивовижна доля Амелі Пулєн (фр. Le Fabuleux destin d'Amélie Poulain), який отримав позитивні відгуки критиків та мав великий успіх у прокаті.

## Життєпис
Одрі Тоту народилася 9 серпня 1976 року в Бомоні (Франція), у родині лікаря-дантиста і вчительки.
У дитинстві захоплювалася мавпами. Під час екскурсії в паризькому зоопарку 12-річною спробувала залізти у вольєр з горилами. Тоту твердо вирішила стати приматологинею, але зрозуміла, що знайти для цього потрібний навчальний заклад нелегко. Тому закінчила музичну школу по класу фортепіано і гобою, після чого вступила на філологічний факультет Сорбонни. Паралельно відвідувала театральні Курси Флоран, бо, за її словами, «не хотіла вести впорядковане життя», а також підробляла секретаркою і знімалась у серіалі в ролі молодої детективки Жюлі Леско.
Якийсь час Тоту грала у малопомітних короткометражках та у рекламі. Одного разу, готуючись до чергових проб, вона настільки захопилася вивченням ролі, що проїхала потрібну станцію метро і запізнилася майже на годину. Коли її відмовилися слухати, акторка заплакала настільки гірко, що режисерка Тоні Маршалл вирішила її прослухати. В результаті Тоту отримала роль у картині «Салон краси «Венера» (1998), яка стала одним з найуспішніших фільмів року і принесла їй «Сезар» як новій надії французького кіно. Після цього старту Тоту активно запрошують зніматись: 2000 року одразу у трьох стрічках — «Одружімося» Гаррієт Марен, «Розпусник» Габріеля Агійона та «Змах крилами метелика» Лорана Фірода.
Жан-П'єр Жене та його співавтор Гійом Лоран писали роль Амелі спеціально для англійки Емілі Вотсон, однак вона відмовилась грати у картині. Режисер був у відчаї, доки випадково не побачив на афіші Салону краси «Венера» обличчя Тоту. Жене запросив її на проби. «Вже через три секунди я зрозумів, що Одрі чудово зіграє Амелі, — розповідає постановник. — Вона схожа на чарівного ельфа, але водночас є справжньою характерною акторкою, однією з найкращих у молодому поколінні».
Завдяки «Амелі» Тоту миттєво стала найпопулярнішою молодою акторкою Франції. Вона знімається у першокласних режисерів — Алена Рене, Седріка Клапіша, Амоса Коллека, Стівена Фрірза, мріє попрацювати з Патрісом Леконтом і Жераром Ланвеном. Однак запевняє, що запросити її у фільм неважко: «Я не Катрін Деньов — достатньо лише доброго сценарію».
В екранізації «Коду да Вінчі» Тоту знялася разом із Томом Хенксом, Жаном Рено та Єном Маккелленом.

## Фільмографія
- 1996 — Серце мішені / Coeur de cible
- 1998 — Правда це поганий недолік / La Verite est un vilain defaut
- 1998 — Стара застава / La Vieille barriere — Каро
- 1998 — Бебі-бум / Bébés boum
- 1998 — Технічний хаос / Chaos technique — Каро
- 1999 — / Casting: Archi-dégueulasse
- 1999 — / Le Boiteux: Baby blues
- 1999 — Салон краси «Венера» / Vénus beauté (institut) — Марі
- 1999 — Сумно помирати / Triste à mourir — Каро
- 2000 — Одружуйся зі мною / Épouse-moi — Марі-Анж
- 2000 — Пройдисвіти / Voyous voyelles — Анн-Софі
- 2000 — Розпусник / Le Libertin — Жюлі д'Ольбах
- 2000 — Помах крил метелика / Le Battement d'ailes du papillon — Ірен
- 2001 — Амелі / Le Fabuleux destin d'Amélie Poulain — Амелі Пулен
- 2001 — Бог великий, я маленька / Dieu est grand, je suis toute petite — Мішель
- 2002 — Кохає — не кохає / À la folie… pas du tout — Анжеліка
- 2002 — Іспанка / L'Auberge espagnole — Мартіна
- 2002 — Брудні принади / Dirty Pretty Things — Шенай Гелік
- 2003 — Зниклі моряки / Les Marins perdus — Лалла
- 2003 — Тільки не в губи / Pas sur la bouche — Югетт Вербері
- 2003 — / Nowhere to Go But Up — Вел Чіпзік
- 2004 — Довгі заручини / Un long dimanche de fiançailles — Матільда
- 2005 — / Les Poupées russes — Мартіна
- 2006 — Код да Вінчі / The Da Vinci Code — Софі Неві
- 2006 — Фатальна красуня / Hors de prix — Ірен
- 2007 — Просто разом / Ensemble, c'est tout
- 2009 — Коко до Шанель / Coco avant Chanel — Габріель Шанель
- 2010 — Випадковий роман / De vrais mensonges— Емілі
- 2011 — Ніжність / La Délicatesse — Наталі
- 2012 — Тереза Д. / Thérèse Desqueyroux — Тереза
- 2013 — Піна днів / L'écume des jours — Хлоя
- 2013 — Китайська головоломка / Casse-tête chinois — Мартіна
- 2016 — Вічність / Éternité — Валентина
- 2016 — Одіссея / L'Odyssée — Сімона Кусто
- 2017 — Санта і компанія / Santa et Cie — Ванда Клаус, дружина Санти
- 2018 — Щось не так з тобою  / En liberté — Івонн
- 2019 -– Далі нікуди (Ісус котиться) / The Jesus Rolls